# Verdicchio
Le verdicchio est un cépage italien de raisins blancs.

## Origine et répartition géographique
Le cépage est d'origine inconnue mais il est diffusé en Italie dans les régions des Marches, de l'Ombrie, des Abruzzes et de la Sardaigne. Il serait membre de la famille des trebbiano.
Il est classé cépage d'appoint en DOC Esino, Verdicchio dei Castelli di Jesi et Verdicchio di Matelica. Il est classé recommandé dans la province de Ancône, Ascoli Piceno, Pesaro, Macerata, Pérouse, Terni, Rome, Viterbe et L'Aquila et autorisé pour les provinces Pistoia, Rieti, Pescara, Teramo, Cagliari, Nuoro, Oristano et Sassari. En 1998, il couvrait 3 920 ha.

## Caractères ampélographiques
- Extrémité du jeune rameau cotonneux, blanc à liseré carminé.
- Jeunes feuilles duveteuses, jaunâtres.
- Feuilles adultes, à 3 ou 5 lobes avec des sinus supérieurs en U moyennement profonds, un sinus pétiolaire en lyre étroite fermée, des dents anguleuses, étroites, en deux séries, un limbe duveteux.

## Aptitudes culturales
La maturité est de troisième époque moyenne : 30 jours après le chasselas.

## Potentiel technologique
Les grappes et les baies sont de taille moyenne à grande. La grappe est cylindrique, aillée, serrée. Le cépage est de bonne vigueur. Le verdicchio bianco exige une taille longue donnant une production faible et irrégulière. Il est assez sensible à la pourriture grise.

## Synonymes
Le verdicchio est connu sous les noms de marchigiano, mazzanico, peloso, trebbiano di Lugana, trebbiano verde, trebbiano veronese, uva Aminea, uva Marana, verdicchio bianco, verdicchio doratello, verdicchio gallo, verdicchio giallo, verdicchio Marino, verdicchio Peloso, verdicchio Seroccarello, verdicchio Straccione, verddichio Stretto, verdicchio verde, verdone et verzaro.